# Biểu tình Cuba 2021
Một loạt các cuộc biểu tình chống lại chính phủ Cuba và Đảng Cộng sản Cuba bắt đầu vào ngày 11 tháng 7 năm 2021, do tình trạng thiếu lương thực, thuốc men và phản ứng của chính phủ trước sự bùng phát trở lại của Đại dịch COVID-19 ở Cuba. Các cuộc biểu tình này là những cuộc biểu tình chống chính phủ lớn nhất kể từ sự kiện Maleconazo năm 1994. Động lực của những người biểu tình bao gồm sự phẫn nộ trước chủ nghĩa độc đoán và việc chính phủ Cuba hạn chế các quyền tự do dân sự, các quy tắc phong tỏa đại dịch COVID-19 của chính phủ và việc không thực hiện các cải cách kinh tế và chính trị đã hứa. Ngoài ra, tình trạng tồi tệ của nền kinh tế Cuba cũng là một phần nguyên nhân. Những người bất đồng chính kiến Cuba đã đổ trách nhiệm cho những vấn đề này là do các chính sách kinh tế và lạm dụng nhân quyền của chính phủ.
Nhiều nhân vật quốc tế đã kêu gọi đối thoại, yêu cầu chính quyền Cuba tôn trọng tự do hội họp và biểu tình ôn hòa của những người biểu tình. Những người biểu tình ở nước ngoài đã kêu gọi Hoa Kỳ cung cấp viện trợ nhân đạo để giúp đỡ người dân Cuba. Một người đã được xác nhận thiệt mạng trong một cuộc đụng độ giữa người biểu tình và cảnh sát. Tuy nhiên, tổ chức bất đồng chính kiến của Cuba lại ghi nhận ước tính có năm người chết.
Chính phủ Cuba đã đáp trả các cuộc biểu tình bằng một cuộc đàn áp, bắt giữ hàng trăm người và buộc tội ít nhất 710 người Cuba với các tội danh, bao gồm cả tội phản quốc. Một số người biểu tình đã bị kết án tù dài hạn trong các phiên tòa. Các hành động này của chính phủ đã bị Ân xá Quốc tế, các nhà hoạt động và gia đình chỉ trích là không công bằng. Kết quả của các cuộc biểu tình buộc chính phủ Cuba dỡ bỏ một số hạn chế nhập khẩu. Chính phủ Hoa Kỳ đã áp đặt các lệnh trừng phạt mới đối với các quan chức Cuba.

## Bối cảnh
Năm 2020, tình hình kinh tế ở Cuba trở nên tồi tệ. Nền kinh tế Cuba suy giảm 10,9% trong năm 2020, và 2% trong sáu tháng đầu năm 2021. Các cuộc khủng hoảng kinh tế nảy sinh từ sự kết hợp của nhiều yếu tố, bao gồm việc giảm hỗ trợ tài chính (trợ cấp nhiên liệu) từ đồng minh Venezuela, lệnh cấm vận của Hoa Kỳ đối với Cuba và các lệnh trừng phạt của Hoa Kỳ (được chính quyền Trump thắt chặt vào năm 2019), và ảnh hưởng của đại dịch COVID-19, vốn đã giáng một đòn mạnh vào ngành du lịch ở Cuba và dẫn đến sự sụt giảm tiền gửi từ người Cuba ở nước ngoài. Cải cách tiền tệ, vốn giới hạn việc trao đổi peso Cuba lấy đô la Mỹ vì chính phủ ngoại tệ để tài trợ cho nhập khẩu, đã dẫn đến lạm phát tăng vọt, với tỷ lệ ước tính là 500%. Suy thoái kinh tế lại càng trở nên trầm trọng hơn do các lệnh trừng phạt. Một số nhà quan sát đã đổ lỗi cho sự kém hiệu quả của nền kinh tế kế hoạch hóa tập trung theo kiểu Liên Xô của Cuba, vốn chưa từng được cải cách như nhà nước cộng sản khác. Pavel Vidal, một cựu nhà kinh tế của ngân hàng trung ương Cuba hiện đang giảng dạy tại Đại học Javeriana ở Colombia, đã phát biểu rằng các cải cách ở Cuba "không phụ thuộc vào lệnh cấm vận, và lệnh cấm vận nên được xóa bỏ một cách đơn phương, không liên quan tới các cải cách ở Cuba. Cả hai đều gây ra vấn đề." Chính phủ Cuba đã đổ lỗi cho các lệnh cấm vận thương mại bị thắt chặt và hậu quả của đại dịch COVID-19. Theo Lillian Guerra, giáo sư lịch sử Cuba tại Đại học Florida, tình trạng thiếu lương thực và giá cả leo thang là kết quả của việc chính phủ chi tiền để xây dựng khách sạn và các cơ sở du lịch. Theo The Guardian, chúng là kết quả của các lệnh trừng phạt của Hoa Kỳ và đại dịch COVID-19.
Kinh tế suy thoái khiến mức sống của người dân Cuba giảm sút, thiếu hụt lương thực và các sản phẩm cơ bản khác, thiếu hụt ngoại tệ mạnh, và mất điện liên tục. Các cải cách kinh tế đã được đưa ra trước đó của chính phủ Cuba (theo Carmen Sesin của NBC News là cần thiết và là một nguyên nhân khác của sự bất mãn bên cạnh lệnh cấm vận) đã không thành hiện thực. Chính phủ cho rằng một phần nguyên nhân là do hậu quả của đại dịch COVID-19. Cuba không đủ điều kiện để nhận vắc xin COVID-19 miễn phí từ chương trình COVAX vì nước này không được coi là một nền kinh tế có thu nhập thấp. Nước này cùng quyết định không mua vắc xin từ nước ngoài. Thay vào đó, họ tự phát triển vắc xin của riêng mình: Soberana 02 và Abdala. Miami Herald và The Wall Street Journal đã mô tả quá trình triển khai vắc xin là chậm trễ và chậm. Các nguồn tin cho rằng điều đó khiến một số người Cuba tức giận, thúc đẩy họ đứng lên kêu gọi. Theo các cơ quan theo dõi quốc tế, vào thời điểm các cuộc biểu tình nổ ra, Cuba đã tiêm 64,3 liều vắc xin trên 100 người (tỷ lệ cao thứ 6 ở châu Mỹ Latinh) và khoảng 15% dân số Cuba đã được tiêm chủng đầy đủ. Năm 2021, các ca nhiễm COVID-19 bắt đầu tăng vọt, đặc biệt là ở tỉnh Matanzas. Tình hình càng trở nên trầm trọng hơn do thiếu thuốc và lương thực. Cuba đã phản ứng bằng cách điều động thêm các bác sĩ tham gia điều trị.
Đối với nhiều người Mỹ gốc Cuba, các cuộc biểu tình được thúc đẩy bởi sự bất mãn với việc thiếu các quyền tự do dân sự, chẳng hạn như tự do ngôn luận, trong một chính phủ Cuba kiểm soát chặt chẽ. Anthony Faiola của The Washington Post mô tả: "một chính phủ độc đoán đang phải vật lộn để đối phó với tình trạng mất điện, thiếu lương thực và đại dịch coronavirus ngày càng nghiêm trọng". The Wall Street Journal thì ghi lại hình ảnh những người biểu tình "đòi chấm dứt chế độ độc tài 62 năm". Chính phủ Cuba thực hiện kiểm soát chặt chẽ bằng cách sử dụng bộ máy tình báo, cảnh sát và an ninh của mình. Cuba được các nhà phân tích mô tả là một nhà nước cảnh sát đã cung cấp tình báo hỗ trợ cho các nước đồng minh, chẳng hạn như Nicaragua và Venezuela. Việc chính phủ hạn chế và đàn áp các quyền tự do dân sự của người dân Cuba đã gây ra sự oán giận. Đối với Sesin, Cuba được khen ngợi vì đã cung cấp cho công dân của mình dịch vụ chăm sóc ban đầu và các nhu cầu cơ bản, nhưng chính phủ cũng hạn chế quyền tự do của họ theo nhiều cách, chẳng hạn như kiểm soát giá lương thực, internet và tiền lương, và thiếu tự do hội họp, tự do ngôn luận và các cuộc bầu cử đa đảng. Các biện pháp được chính phủ áp dụng trong đại dịch COVID-19, chẳng hạn như đóng cửa biên giới và du lịch được ca ngợi vì đã giảm số ca nhiễm COVID-19, nhưng bị đánh giá là quá nghiêm ngặt và không giúp ích gì cho một nền kinh tế đang trong thời kỳ khủng hoảng.
Mạng xã hội dã thu hút thêm nhiều người tham gia vào các cuộc biểu tình. Internet ở Cuba bắt đầu bùng nổ vào năm 2008, cùng với dịch vụ 3G được phổ cập vào năm 2019, dẫn đến các hoạt động trên mạng xã hội được đẩy mạnh . Trước đó vào năm 2010, USAid bắt đầu hoạt động trên ZunZuneo, một mạng xã hội giống như Twitter của Cuba. Họ đã cố lên kế hoạch khuyến khích người Cuba tổ chức "đám đông thông minh" có thể "đàm phán lại cán cân quyền lực giữa nhà nước và xã hội", nhưng bị hủy bỏ vào năm 2012. Việc sử dụng VPN đã lan rộng, khi mọi người sử dụng chúng để truy cập các trang web tin tức chống Castro, thực hiện thanh toán qua PayPal, gửi tệp qua WeTransfer, hoặc chơi Pokémon GO - tất cả các dịch vụ bị chặn bởi chính phủ hay bởi các lệnh trừng phạt của Mỹ.
Do các cuộc khủng hoảng đang diễn ra, một chiến dịch truyền thông xã hội sử dụng các hashtag #SOSCUBA và #SOSMATANZAS đã được khởi xướng để thu thập tiền, vật tư y tế, thực phẩm và các nguồn cung cấp khác để gửi đến Cuba. Nhiều nhân vật quốc tế như Don Omar, Ricardo Montaner, Alejandro Sanz, Nicky Jam, J Balvin, Daddy Yankee, Becky G, và Mia Khalifa đã tham gia vào các chiến dịch trên. Chính phủ Cuba đã phải công nhận rằng một cuộc khủng hoảng "rất phức tạp" đang diễn ra nhưng từ chối một hành lang nhân đạo được đề xuất. Họ mô tả chiến dịch này là một nỗ lực xuyên tạc tình hình. Chính phủ Cuba đã lập một tài khoản ngân hàng để nhận viện trợ và nói rằng họ sẵn sàng nhận quyên góp, mặc dù tài khoản được chỉ định lại nằm trong một ngân hàng Cuba bị Hoa Kỳ trừng phạt. Theo Miami Herald, chính phủ Cuba từ trước đến nay thường từ chối hoặc tịch thu viện trợ đến từ những người lưu vong Cuba. Trong thời gian diễn ra biểu tình, chính phủ đã đóng cửa quyền truy cập vào một số trang web mạng xã hội. Hơn một triệu người biểu tình đã sử dụng Psiphon để đối phó.

## Diễn biến

### 11 tháng 7
Ngày 11 tháng 7 năm 2021, ít nhất hai cuộc biểu tình tự phát đã nổi lên tại San Antonio de los Baños gần La Habana, và tại Palma Soriano ở tình Santiago de Cuba.  Những người biểu tình hát bài Patria y Vida, vốn đã trở thành một biểu tượng cho sự chống đối chủ nghĩa Castro.  Những video với hình ảnh người biểu tình hô to những khẩu hiệu "Tự do", "Đả đảo cộng sản", và "Chúng ta không sợ" cũng như những yêu cầu thuốc men, được đăng lên các mạng xã hội. Những cơ quan truyền thông đối lập như Martí Noticias đã đăng nhiều đoạn video trên mạng xã hội cho thấy các cuộc biểu tình trên đường Malecón ở La Habana, Santiago, Santa Clara, Ciego de Ávila, Camagüey, Bayamo, Guantánamo, San José de las Lajas, Holguín, và Cárdenas. Theo Orlando Gutiérrez, một nhà bất đồng chính kiến lưu vong thuộc tổ chức Asamblea de la Resistencia Cubana (Tụ họp Chống đối Cuba), đã có biểu tình tại hơn 15 thành thị khắp Cuba. Gutiérrez yêu cầu chính phủ Hoa Kỳ lãnh đạo một cuộc lực lượng quốc tế can thiệp vào để những người biểu tình không trở thành "nạn nhân của một cuộc tắm máu". Phong trào San Isidro cũng đã kêu gọi người dân tuần hành đến đường Malecón ở La Habana.

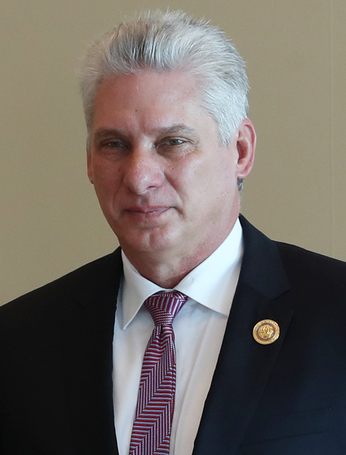
Miguel Díaz-Canel, Bí thư thứ nhất Đảng Cộng sản Cuba

Chủ tịch nước kiêm Bí thư thứ nhất Đảng Cộng sản Cuba Díaz-Canel nói rằng cuộc cấm vận của Hoa Kỳ đối với Cuba và những hình phạt kinh tế là nguyên nhân dẫn đến tình trạng bất ổn. Ông cũng kêu gọi những người ủng hộ xuống đường tuần hành để đáp lại những cuộc biểu tình, và phát biểu "Lệnh đấu tranh đã được đưa ra, các nhà cách mạng hãy xuống đường" trong một buổi phát hình đặc biệt. Chính quyền Cuba miêu tả những người biểu tình là "phản cách mạng". Những người Cuba trẻ tuổi là thành phần chính của những người biểu tình trong khi những thế hệ lớn tuổi hơn thì đáp lại cuộc biểu tình bằng cách hỗ trợ chính quyền.

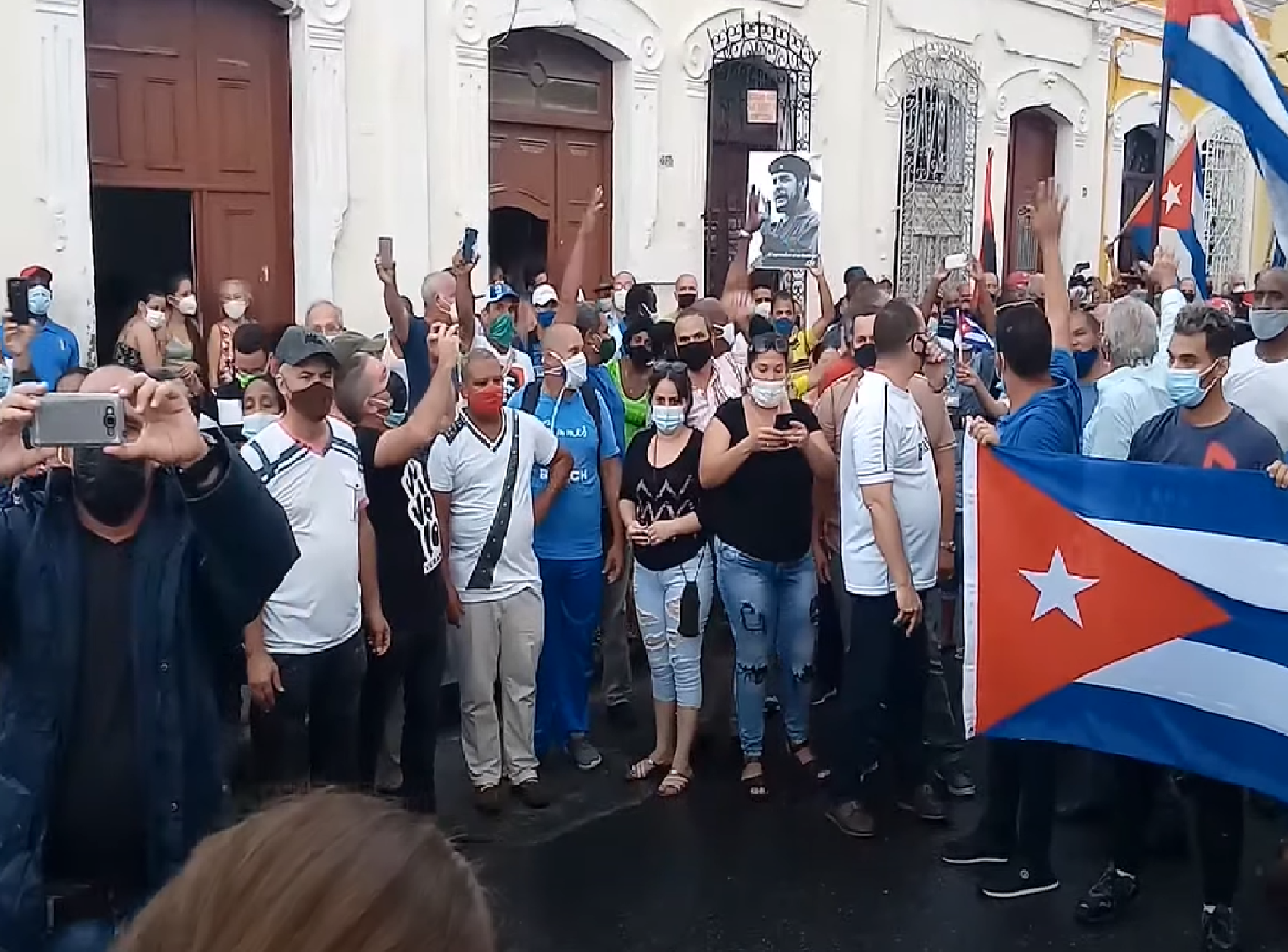
Người biểu tình ủng hộ chính quyền ở Cienfuegos

Sau lời kêu gọi của Chủ tịch Díaz-Canel, khoảng 300 người ủng hộ chính quyền đã đến El Capitolio dẫn đến việc một người quay phim cho hãng thông tấn Associated Press (AP) bị những người này xô xát trong khi một người quay phim cho AP khác bị cảnh sát gây thương tích. Phóng viên ảnh AP Ramon Espinosa cũng bị các nhà chức trách bắt giữ. Các cư dân San Antonio cho biết cảnh sát đã trấn áp những người biểu tình và bắt giữ một số người tham gia. Trong những đoạn video đăng trên mạng xã hội, người ta có thể thấy người biểu tình ném đá vào cảnh sát trong khi có lời báo cáo nhà chức trách đang hành hung người biểu tình. Đến tối thì các cuộc biểu tình đã tiêu tan.
Phóng viên người Cuba Yoani Sánchez tường trình rằng sau các cuộc biểu tình vào ngày 11 tháng 7 có nhiều người bị thương và hàng trăm người bị bắt giữ.

### 12 tháng 7
Vào ngày 12 tháng 7, nhiều cuộc biểu tình mới tiếp tục diễn ra. Một nhà báo từ tờ báo Tây Ban Nha ABC bị bắt giữ và một nhóm người biểu tình đã phá hủy một hình vẽ có hình ảnh Fidel Castro. Tổ chức theo dõi Internet NetBlocks báo cáo rằng các hệ thống mạng xã hội ở Cuba đã bắt đầu bị kiểm duyệt vào ngày 12 tháng 7, dù các mạng lưới VPN vẫn có thể vượt qua tường lửa của chính quyền và trên đường phố La Habana có sự hiện diện của cảnh sát. Hàng tá phụ nữ tụ tập trước các trạm cảnh sát để hỏi về tung tích chồng, con hay họ hàng của họ đã bị bắt giữ hay mất tích trong những sự kiện hôm trước. Sau khi bị cáo buộc về những người bị mất tích Díaz-Canel nói: "Họ đã đưa ra sự thật rằng tại Cuba chúng ta đàn áp, chúng ta giết người.  Các vụ giết người Cuba ở đâu? Vụ đàn áp Cuba ở đâu? Những người mất tích ở Cuba đâu rồi?"
Một cuộc họp giữa các lãnh đạo cấp cao của Đảng Cộng sản trong đó có cựu Bí thư thứ nhất Raúl Castro được tổ chức, tại đó vấn đề biểu tình được đề cập và với kết luận rằng "những hành động khích động do các thành phần phản cách mạng cầm đầu, được tổ chức và cung cấp tài chính từ Mỹ với mục đích làm mất ổn địch, đã được phân tích".
Cuối ngày, Díaz-Canel cũng cáo buộc Hoa Kỳ có một chính sách "bóp nghẹt kinh tế để gây ra bất ổn xã hội" tại Cuba. Ngoại trưởng Bruno Rodríguez Parrilla cho rằng những người biểu tình là "kẻ phá hoại".

### 13 tháng 7
Tổ chức phi chính phủ Cuba Decide ước tính năm người chết trong những cuộc biểu tình. Trong lúc trả lời phỏng vấn trực tiếp với chương trình truyền hình Tây Ban Nha Todo es mentira, YouTuber kiêm nhà hoạt động Dina Stars bị cảnh sát Cuba bắt giữ. Cô bị cáo buộc kích động biểu tình rồi được thả tự do.  Cô nói "họ không tra tấn hay bắt cóc tôi." Tại Miami, Florida, người biểu tình đã xuống đường để ủng hộ người biểu tình tại Cuba, làm tắc nghẽn Xa lộ Palmetto.

### 14 tháng 7
Trang web CiberCuba đăng một đoạn video với nội dung được cho là một nhóm "Lính mũ đen", tức cảnh sát Cuba, xông vào nhà một người biểu tình rồi bắn anh ta trước mặt vợ con, nhưng sau đó truyền thông Cuba cho thấy anh ta chỉ bị bắt giữ. Theo tổ chức luật sư Cubalex, hơn 200 người đã bị bắt giữ và đến ngày 15 tháng 7 nhiều người vẫn chưa được thả. Thứ trưởng Bộ nội vụ Jesús Manuel Burón Tabit đặt cầu hỏi về các quyết định của bộ cũng như Hội đồng An ninh là cho rằng dùng cảnh sát để trấn áp người biểu tình là quá mạnh tay; chính phủ Cuba bác bỏ thông tin rằng ông đã từ chức sau phát biểu này.
Để đối phó với tình trạng thiếu thốn, Phòng thương mại Cuba đã bỏ giới hạn nhập khẩu đối với một số sản phẩm vệ sinh, thuốc men, và thực phẩm - một trong những yêu sách của những người biểu tình.  Chính phủ sẽ cho phép người nhập cảnh đem những thứ này vào từ ngày 19 tháng 7 đến ngày 31 tháng 12 mà không phải trả thuế quan. Thêm vào đó, giám đốc các xí nghiệp quốc doanh được phép xác định lương nhân viên, và các doanh nghiệp tư nhân cỡ nhỏ và vừa được phép tổ chức.  Chính phủ cũng tuyên bố sẽ cải thiện hệ thống điện sau khi Ngoại trưởng Bruno Rodríguez Parrilla quy vấn đề truy cập mạng vào điện lực; trước đó công ty viễn thông nhà nước ETECSA không giải thích nguyên nhân cho vấn đề này. Sau đó internet được truy cập lại một phần, nhưng vẫn bị chập chờn, trong khi các mạng xã hội và các ứng dụng nhắn tin vẫn bị chặn.
Díaz-Canel khẳng định có ba loại người biểu tình: người phản cách mạng, thành phần tội phạm, và những người có khiếu nại chính đáng. Vào diễn văn toàn quốc vào tối ngày 14 tháng 7, Díaz-Canel kêu gọi người Cuba không "hành động với thù hận" nhưng cũng thừa nhận chính phủ cũng có một số khuyết điểm, và giải thích rằng "Chúng ta phải rút kinh nghiệm từ những vụ gây rối.  Chúng ta phải phân tích phê phán những vấn đề để có thể hành động và vượt qua, và không lặp lại."

### 17 tháng 7
Những người ủng hộ chính quyền đã tổ chức một cuộc mít tinh lớn tại La Habana dọc bờ biển. Raul Castro, cũng như Díaz-Canel, phát biểu tại sự kiện có hàng vạn người tham gia, trở thành cuộc tâp hợp lớn nhất đến thời điểm đó. Theo ước tính chính phủ thì có khoảng 100.000 người tham gia.

### 24 tháng 7
Một nhóm người Cuba lưu vong đã tiếp cận Havana bằng đường biển trên các bè tư nhân, và bắn pháo sáng cùng pháo hoa có thể nhìn thấy từ đất liền như một tín hiệu ủng hộ các cuộc biểu tình, tạo ra sự mong đợi trong số những người dân Cuba đã xem, ghi lại và chia sẻ những hình ảnh đó qua mạng xã hội. Chính phủ Cuba ngay lập tức quân sự hóa bờ biển Havana, bao gồm cả El Malecón.

### 28 tháng 7
Chính phủ Cuba đàn áp các cuộc biểu tình, điều động quân đội và thực thi các vụ bắt giữ hàng loạt. Theo các tổ chức nhân quyền, ước tính có khoảng 700 người đã bị chính phủ giam giữ vào cuối tháng 7 năm 2021. Theo các quan chức chính phủ Cuba, "tất cả các cuộc điều tra và bắt giữ xuất phát từ các cuộc biểu tình ngày 11 tháng 7 - bao gồm cướp bóc, tấn công các sĩ quan cảnh sát và các hành vi phá hoại - đều được thực hiện một cách hợp pháp." Nhà báo độc lập Maykel Gonzales, người đã chứng kiến việc một nhóm người biểu tình bị các sĩ quan cảnh sát mặc thường phục bắt giữ và ngược đãi, đã nói với The New York Times: "Ý định [của chính quyền] là trừng phạt và tấn công."

### 10 tháng 8
Trong một cuộc trò chuyện trên chương trình Mesa Redonda của truyền hình Cuba, Thủ tướng Manuel Marrero nói: "tỉnh [Cienfuegos] cũng giống như các tỉnh khác với việc thiếu xét nghiệm kháng nguyên, thiếu thuốc, những vấn đề khách quan tương tự. Nhưng có nhiều khiếu nại về các vấn đề chủ quan hơn là khách quan. Khi bạn cộng số lượng khiếu nại thiếu thuốc và tất cả những thứ khác, chúng thấp hơn số lượng khiếu nại và báo cáo về việc lạm dụng, bỏ bê, thiếu thăm khám. Điều đó thật khó tin." Bình luận của Marrero đã bị các nhân viên y tế chỉ trích trên mạng xã hội. Các nhà phê bình cũng phàn nàn về việc phải đối phó với các trung tâm y tế thiếu thốn thiết bị, thuốc men và vệ sinh; một số người đã mời chính thủ tướng đến điều trị cho bệnh nhân như các bác sĩ vẫn làm. Một trong những bác sĩ phàn nàn về phản ứng của Cuba đối với đại dịch đã đăng bức ảnh "Patria y Vida" lên hồ sơ Facebook của mình.

### 17 tháng 8
Báo chí Cuba đã công bố việc ban hành Sắc lệnh–Luật 35 mới được phê duyệt, trong đó coi "việc phổ biến tin giả," "các thông điệp xúc phạm," và "phỉ báng uy tín của đất nước" là tội phạm, cùng với các luật bổ sung khác giới thiệu 17 tội danh mới, phân loại "tội phạm an ninh mạng" và "mức độ nguy hiểm" của chúng. Díaz-Canel đã viết trên tài khoản Twitter chính thức của mình: "Sắc lệnh 35 của chúng tôi chống lại thông tin sai lệch và sự dối trá trên mạng." Thông báo này đã gây ra sự phẫn nộ trong số những người dân Cuba, nhiều người trong số họ cho rằng nó giới hạn nghiêm trọng hơn nữa quyền tự do ngôn luận của họ trên Internet và mạng xã hội. Các nhà phân tích Cuba đã so sánh biện pháp này với chủ nghĩa toàn trị của tiểu thuyết 1984.

### 15 tháng 11
Các cuộc biểu tình khác dự kiến sẽ diễn ra với sự giúp đỡ của Yunior Garcia, người gần đây trở thành một thủ lĩnh của các cuộc biểu tình. Tuy nhiên, Garcia được phát hiện đã chạy trốn khỏi đất nước đến Tây Ban Nha vì sợ bị bỏ tù. Garcia tin rằng ông không bị chặn lại vì các quan chức muốn ông rời khỏi đất nước. Đã có nhiều phản ứng trái chiều về việc ông chạy trốn và một số nhà bình luận nói rằng họ cảm thấy bị phản bội vì ông đã rời đi.

## Phản ứng

### Chính phủ
- Tổng thống Argentina Alberto Fernández nói rằng ông không biết việc gì đang xảy ra tại Cuba và kêu gọi kết thúc cấm vận.[132]
- Tổng thống Bolivia Luis Arce bày tỏ sự ủng hộ đến người dân Cuba "đấu tranh chống lại những hành động làm mất ổn định".[133]
- Tổng thống Brasil Jair Bolsonaro cho rằng đây là một ngày buồn cho Cuba, vì nhân dân yêu cầu tự do nhưng lại nhận những viên đạn, bị tấn công, và tù đày.  Ông nói rằng có những người ở Brasil vẫn ủng hộ Cuba, Venezuela, và "những loại người đó".[134]
- Bộ Ngoại giao Chile đưa thông cáo lên án sự đàn áp để "bịt miệng người biểu tình đòi hỏi một cách ôn hòa để được tự do hơn, hệ thống y tế tốt hơn, cũng như phẩm chất cuộc sống tốt đẹp hơn". Bộ cũng nhấn mạnh "quyền tự do phát biểu và tụ họp trong hòa bình cần được bảo đảm."[135]
- Tổng thống México Andrés Manuel López Obrador, kêu gọi các chính phủ nước ngoài không can thiệp vào nội bộ Cuba, và nói rằng hãy để người Cuba tự giải quyết vấn đề. Thêm vào đó, ông nói rằng nếu các chính phủ muốn giúp đỡ thì nên vận động gỡ bỏ cấm vận.[136]
- Phát ngôn viên Bộ ngoại giao Nga Maria Zakharova nói rằng Nga sẽ "không chấp nhận nếu có sự can thiệp từ bên ngoài vào việc nội bộ của một quốc gia có chủ quyền hoặc bất cứ hành động phá hoại nào mà khiến tình trạng trên đảo mất ổn định."[137]
- Julie J. Chung,  Quyền Thứ trưởng cho Cục Tây Bán Cầu thuộc Bộ ngoại giao Hoa Kỳ cho biết "Chúng tôi quan ngại sâu sắc vì lời 'kêu gọi chiến đấu' ở Cuba. Chúng tôi ủng hộ quyền hội họp ôn hòa của nhân dân Cuba. Chúng tôi kêu gọi bình tĩnh và lên án bất cứ hành vi bạo động nào."[85] Tổng thống Joe Biden nói rằng ông ủng hộ nhân dân Cuba và "lời kêu gọi thúc giục đòi tự do và cứu viện" của họ.[138][139]
- Tổng thống Nicaragua Daniel Ortega gửi lời ủng hộ đến Miguel Díaz-Canel, lên án "chiến dịch lâu dài nhằm cấm vận, làm bất ổn và gây hấn" chống lại Cuba.[140][141]
- Tổng thống Uruguay Luis Lacalle Pou bày tỏ ủng hộ những người biểu tình phản đối, cho rằng họ có "lòng can đảm đáng khen".[142]
- Tổng thống Venezuela Nicolás Maduro bày tỏ "ủng hộ hoàn toàn đến chính phủ cách mạng Cuba".[143]
- Phát ngôn viên Bộ Ngoại giao Trung Quốc Triệu Lập Kiên ghi nhận rằng Chủ tịch nước Cuba Miguel Díaz-Canel đã lắng nghe những người biểu tình và kêu gọi Hoa Kỳ dỡ bỏ cấm vận.  Ông phát biểu rằng "Trung Quốc cương quyết phản đối can thiệp vào chuyện nội bộ Cuba, cương quyết ủng hộ những gì Cuba đã làm để đối phó với COVID-19".[144]
- Phát ngôn viên Bộ Ngoại giao Việt Nam Lê Thị Thu Hằng phát biểu rằng các biện pháp bao vây cấm vận trong gần 60 năm và được thắt chặt trong thời gian qua chỉ làm trầm trọng hơn các khó khăn kinh tế–xã hội của người dân Cuba, Hoa Kỳ cần có bước đi cụ thể theo hướng bình thường hoá quan hệ với Cuba. Bà cho biết Việt Nam quan tâm và tin tưởng Cuba sẽ vượt qua những khó khăn kinh tế–xã hội, nhấn mạnh "Việt Nam sẽ luôn ở bên cạnh ủng hộ và hỗ trợ nhân dân Cuba trong khả năng của mình".[145]

### Tổ chức trên quốc gia
- Đại diện Ngoại giao Liên minh Châu Âu Josep Borrell nói rằng "người dân Cuba có quyền phát biểu ý kiến của họ" và ông sẽ "đích thân kêu gọi chính quyền tại đó để cho phép biểu tình ôn hòa và lắng nghe tiếng nói bất mãn từ những người biểu tình".[146]
- Tổng Thư ký Tổ chức các quốc gia châu Mỹ Luis Almagro lên án "chế độ độc tài Cuba trong việc kêu gọi thường dân đàn áp và đối đầu những người thực hiện quyền biểu tình".[147]
- Cao ủy Nhân quyền Liên Hợp Quốc Michelle Bachelet kêu gọi thả gấp những người bị bắt vì "thực hiện quyền tự do tụ tập trong ôn hòa, ý kiến, và ngôn luận" trong vụ biểu tình.[148]

### Các nhóm hoạt động nhân quyền
Érika Guevara-Rosas, giám đốc tổ chức Ân xá Quốc tế cho khu vực châu Mỹ, tuyên bố rằng đã có các báo cáo về việc dịch vụ Internet đã bị cắt đứt tại những nơi có người biểu tình, bắt giữ tùy tiện, sử dụng vũ lực quá mức - bao gồm cả việc cảnh sát bắn vào người biểu tình - và tường thuật rằng có một danh sách dài những người mất tích và kêu gọi chính quyền của Díaz-Canel tôn trọng quyền tụ tập trong hòa bình.

### Biểu tình ở hải ngoại

#### Chile
Người Cuba sinh sống tại Chile cũng đã tuần hành đến lãnh sự quán Cuba tại Santiago để ủng hộ những người biểu tình.

#### Florida

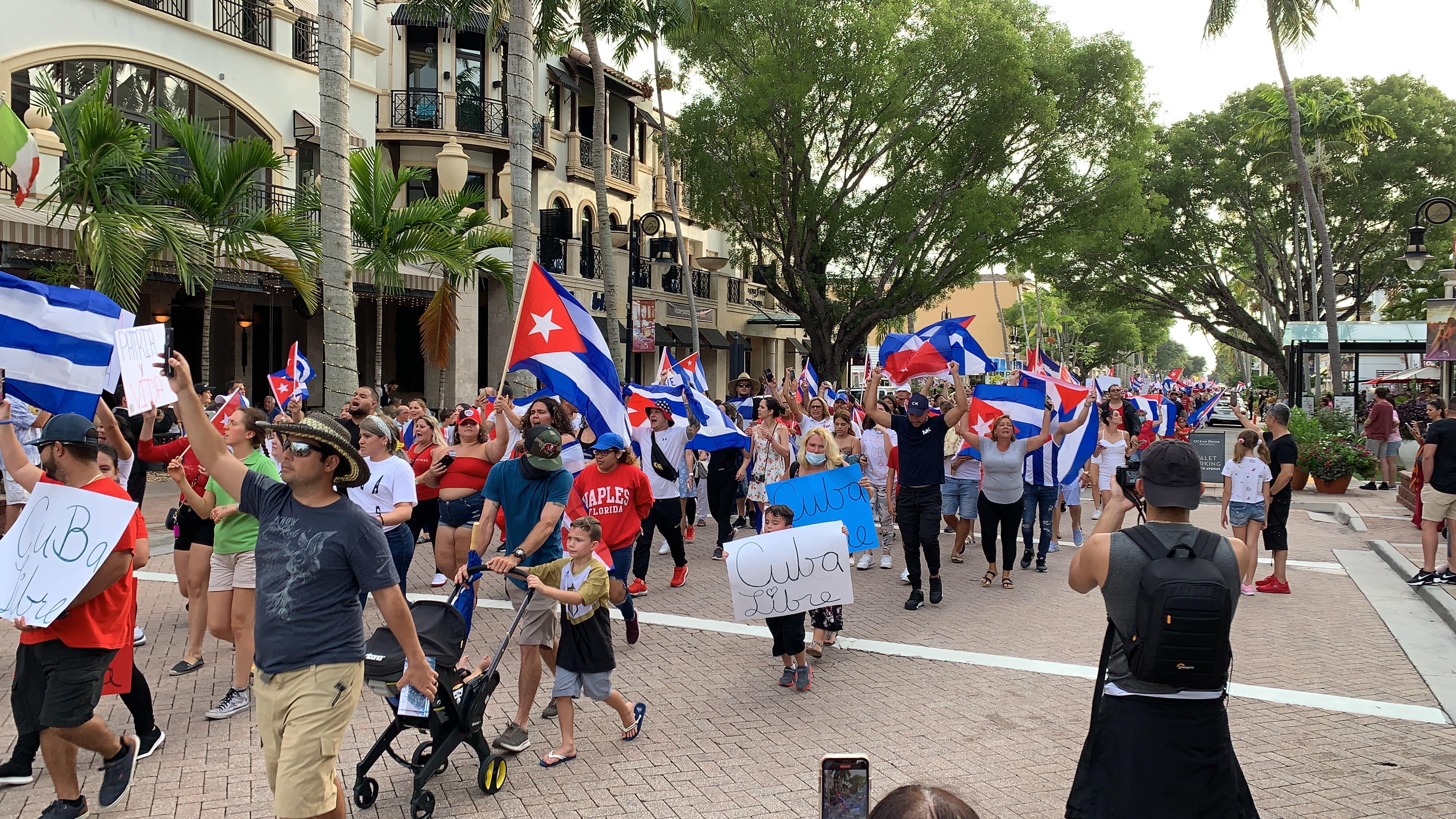
Biểu tình chống chính quyền Cuba tại Naples, Florida, Hoa Kỳ

Nhiều cuộc biểu tình lớn cũng diễn ra tại Miami, kêu gọi Hoa Kỳ tiếp vận người biểu tình. Thị trưởng Miami Francis X. Suarez, vốn là một người Mỹ gốc Cuba, phát biểu rằng đây là lúc cần một sự can thiệp quốc tế do Hoa Kỳ lãnh đạo vào Cuba, và nói "Chúng tôi đang yêu cầu chính phủ liên bang hãy làm hết sức và không bỏ lỡ thời khắc này" và rằng "thời khắc này có thể  dẫn đến tự do đến nhiều người trên bán cầu này, từ người Nicaragua đến những người đang đau khổ dưới chế độ Maduro ở  Venezuela".

#### Argentina
Tại Buenos Aires, Argentina, một cuộc biểu tình lớn diễn ra trước tòa đại sứ Cuba, với người biểu tình cầm biểu ngữ "Quê hương và cuộc sống" và "S.O.S. Cuba".

#### Brasil
Tại São Paulo, Brasil, các đảng phái chính trị và phong trào xã hội cũng đã tổ chức một cuộc biểu tình ủng hộ chính phủ Cuba và "bảo vệ chủ quyền" trước tòa Tổng lãnh sự Cuba.

#### Tây Ban Nha
Các cuộc biểu tình cũng diễn ra tại Puerta del Sol ở Madrid, Tây Ban Nha.

### Khác
Thượng nghị sĩ thuộc đảng Cộng hòa từ Florida Marco Rubio yêu cầu Tổng thống Joe Biden kêu gọi quân đội Cuba ủng hộ những người biểu tình, trong khi Thượng nghị sĩ thuộc đảng Dân chủ từ New Jersey Bob Menendez nói rằng Hoa Kỳ nên "đoàn kết với nhân dân anh dũng Cuba đang bất chấp nguy hiểm đến tính mạng hôm nay để thay đổi đất nước của họ và vì một tương lai với Patria y Vida".
Đảng Xã hội Chủ nghĩa Thống nhất Venezuela đang cầm quyền (viết tắt là PSUV) đã đưa ra lời ủng hộ chính phủ Cuba và Chủ tịch Miguel Díaz-Canel.

## Trừng phạt
Chính phủ Hoa Kỳ áp dụng lệnh trừng phạt lên các quan chức Cuba mà Mỹ cho là đã vi phạm nhân quyền trong đợt đàn áp các cuộc biểu tình. Lệnh trừng phạt nhắm vào Tướng Alvaro Lopez Miera và đơn vị đặc nhiệm của bộ nội vụ. Lệnh này phong tỏa tất cả các tài sản của họ ở Mỹ và chặn các giao dịch của họ với người Mỹ.